# Blommersia
A Blommersia a kétéltűek (Amphibia) osztályába, a békák (Anura) rendjébe és az aranybékafélék (Mantellidae) családba tartozó Mantellinae alcsalád neme. A nem nevét Rose Marie Antoinette Blommers-Schlösser holland herpetológus tiszteletére kapta.

## Elterjedése
Az nembe tartozó fajok Madagaszkár endemikus fajai.

## Rendszerezésük
A nembe a következő fajok tartoznak:
- Blommersia angolafa Andreone, Rosa, Noël, Crottini, Vences & Raxworthy, 2010
- Blommersia blommersae (Guibé, 1975)
- Blommersia dejongi Vences, Köhler, Pabijan & Glaw, 2010
- Blommersia domerguei (Guibé, 1974)
- Blommersia galani Vences, Köhler, Pabijan & Glaw, 2010
- Blommersia grandisonae (Guibé, 1974)
- Blommersia kely (Glaw & Vences, 1994)
- Blommersia sarotra (Glaw & Vences, 2002)
- Blommersia transmarina Glaw, Hawlitschek, Glaw K., & Vences, 2019
- Blommersia variabilis Pabijan, Gehring, Köhler, Glaw & Vences, 2011
- Blommersia wittei (Guibé, 1974)